# Manuel Januário Bezerra Montenegro
Manuel Januário Bezerra Montenegro (? — ?) foi um político brasileiro.
Foi presidente da província do Rio Grande do Norte, de 6 de março a 8 de março de 1878 e de 4 de outubro de 1878 a 31 de janeiro de 1879.